# Fender Japan
Fender Japan je ogranak američke tvrtke Fender Musical Instruments Corporation u Japanu.

## Povijest
Fender Japan službeno je nastao u ožujku 1982. godine. Sastoji se od dvije specijalizirane japanske tvrtke Yamano Gakki koja se bavi narudžbom i nabavom glazbenih instrumenta, i Kanda Shokai koje je trgovačko poduzeće, i bavi se distribucijom proizvoda.

Tvrtka Yamano je trgovina i veletrgovina glazbenih instrumenata sa svojim prodajnim mjestima, dok je tvrtka Kanda Shokai veletrgovina bez svojih prodajnih centara. Ove dvije tvrtke ne proizvode modele gitara, nego ih naruče iz japanskih tvornica gitara kao što je tvornica Fujigen Gakki, i zatim te modele distribuira putem svojih ili drugih prodajnih centara. Naprimjer, tvrtka Kanda Shokai distribuira modele gitara preko Ishabashi lanaca trgovina glazbene opreme u Japanu. Tvornice za prioizvodnju Fender gitara u Japanu su Fujigen, Tokai gitare i Dyna.

## Proizvođači
Fender Japan proizvođač gitara ugovorno je početkom 1982. godine trebao ući u posao s Tokai proizvođačem instrumenata, ali se u zadnji trenutak odlučio za tvrtku Fujigen. Modeli gitara proizvedeni u pogonu Fujigen u periodu od 1982. – 1996. godine, na modelima tijela gitari imaju ugrađen vrat gitare proizveden u Atlansia pogonu za proizvodnju gitara. Tvrtke Tokai i Dyna 1996/1997. godinu preuzele su odluku o proizvodnji Fender Japan modela od vodećeg Fujigen pogona da se osim nekih Dyna modela, modeli iz Tokai pogona ne izvoze iz Japana. Inače, tvrtka Dyna imala je zapaženih Greco brand modela gitara izvezenih preko Kanda Shokai trgovina. Japanska tvrtka Terada za Fender Japan također je gradila akustične gitare, a najpoznatiji je model Fender Catalina.

## "Proizvedeno u Japanu"
Po ugovoru između matičnog Fendera i Fender Japana o eventualnoj promjeni Fujigen proizvođača, modeli gitara iz tih drugih pogona imali bi umjesto MIJ ("Proizvedeno u Japanu"), novi CIJ logo ("Izrađeno u Japanu"). Prvi fenderovi modeli s CIJ logom predstavljeni su 1992. godine, iako su se sve do 1996/1997. godine u prodaji nalazili i modeli s MIJ logom. Pogon Fujigen 1992. godine proširio je svoje poslovanje uspostavom svojih pogona na FujiGen Hirooka Inc, čime su se stvorili uvjeti za proizvodnju modela gitara s vratom sličnim Gibson modelima, jer je prethodna (sada nova tvrtka) već imala ugovor, i uhodanu proizvodnju Orville by Gibson modela gitara. Vodeći se time tvrtka Dyna (jedna od glavnih kreatora modela gitara za trgovine Kanda Shokai) po odluci Fender Japana preuzima proizvodnju modela, što je rezultiralo da se CIJ logo (umjesto MIJ loga) nađe na nekim modelima.

Logo CIJ uglavnom se nalazio na Fender modelima sve do 1996. i 1997. godine, dok tvrtke Tokai i Dyna nisu (po ugovoru s FujiGen) preuzele njegovu proizvodnju u Fender Japanu.

Otprilike u isto vrijeme logo oznaka CIJ, i MIJ, na modelima Fender Squier prilagođena je prema Fender Japan modelima gitara.

## Kronološki redoslijed
1982: Fender Japan po ugovoru s tvrtkom FujiGen započeo je proizvodnju gitara. Modeli imaju ugraviran "Proizvedeno u Japanu" engl: Made in Japan (MIJ) logo.

1984: Korporacija CBS prodaje tvrtku Fender sadašnjim vlasnicima, i dok se čekala nova proizvodnja u SAD-u, dionice Fender Japana (i drugigh ogranaka) uglavnom su se zbog preživljavanja matične kuće nekoliko uzastopnih godina prodavale.

1992: Tvrtka Dyna preuzima dio proizvodnje od Fender Japana i tad se prvi puta pojavljivaju modeli gitara s "Izrađeno u Japanu" (CIJ) logom. Tvrtka Fujigen proširila je svoju proizvodnju.

1996. i 1997: Tvrtke Tokai i Dyna ugovorno preuzimaju posao od Fujigena i logo CIJ se koristi na modelima gitara.

## Vanjske poveznice
- Fujigen - povijest
- O Fujigenu u Fachblatt Musikmagazinu 1987. godine